# Graciliano Ramos
Graciliano Ramos, vollständiger Name Graciliano Ramos de Oliveira (* 27. Oktober 1892 in Quebrangulo/Alagoas in Brasilien; † 20. März 1953 in Rio de Janeiro) war ein bedeutender brasilianischer Erzähler, Romanautor und Journalist.

Graciliano Ramos (1940)

## Leben
Ramos war das älteste von 15 Geschwistern. Sein Vater war ein Kleinhändler, der die Tochter eines Viehzüchters im trockenen Sertão, des trockenen Nordostens Brasiliens heiratete und selbst glückloser Viehzüchter wurde. Die Trockenheit um 1895 tötete das Vieh und der Vater machte wieder einen Laden auf. Die Eindrücke und Personen aus seiner Kindheit verwertete Ramos später literarisch. Zur Literatur kam er durch das Vorbild eines schreibenden Postbeamten. 1904 begann er für Zeitungen und Zeitschriften zu schreiben. 1914 ging er als Lehrling nach Rio de Janeiro. 1915 starben seine Schwestern an der Pest. Ramos heiratete, brach die Berufsausbildung zum Revisor ab und wurde Geschäftsmann in Palmeira dos Índios im Innern des Küstenstaats Alagoas. 1928–1930 war dort Bürgermeister und schrieb polemische Tätigkeitsberichte über die Schwierigkeiten einer geordneten Verwaltungstätigkeit an den Gouverneur. Später wurde er Direktor des Erziehungswesens im Bundesstaat Alagoas. Als militanter Kommunist saß er 1936 ein Jahr in Haft (obwohl er erst 1945 der Kommunistischen Partei beitrat). Danach zog er als Privatmann nach Rio.

## Werk
Das 1926 entstandene Manuskript seines ersten Romans Caetés, in dem er seine Erfahrungen in Palmeira dos Índios literarisch verwendet, wurde erst nach sieben Jahren bekannt und sogleich veröffentlicht. Auch in seinen weiteren Romanen und autobiografischen Werken schilderte Ramos, der „Autor der Dürre“ (Vidas sêcas, „Karges Leben“, 1938) die Entwicklung Nordost-Brasiliens. Zugleich gilt er als Vertreter des psychologischen Romans in der Nachfolge Dostojewskis und als Vorläufer des Existenzialismus, der z. B. in seinem Roman Angst, der während seines Gefängnisaufenthalts erschien, das Leiden an der unentrinnbaren Mittelmäßigkeit des Kleinstadtlebens  kleiner Angestellter, deren Minderwertigkeitskomplexe und Kompensationsversuche schildert. Seine Hafterlebnisse Memórias de cárcere, eines von drei autobiographischen Büchern, wurden 1953 posthum veröffentlicht. Sein Stil ist einfach, hart, oft parataktisch, mit vielen inneren Monologen, teils mit einem quälenden Überschuss an Selbstreflexion. Das Werk ist ein Schlüssel zum Verständnis des brasilianischen Nordostens und spiegelt zugleich den Werdegang des Autors, der sich aus einem engen gewalttätigen und autoritären Milieu herausarbeitet.

## Auszeichnungen
Ramos erhielt den Brasilianischen Kinderliteraturpreis für A terra dos meninos pelados („Die Erde der nackten Jungen“) und den Felipe-de-Oliveira-Preis für sein Gesamtwerk. Für Vidas secas erhielt er den William Faulkner Foundation Award.

## Werke
- Caetés, 1933
- São Bernardo, 1934
  - deutsch: São Bernardo. Aus dem brasilianischen Portugiesisch von Willy Keller. München, Hanser, 1960.
- Angústia, 1936.
  - deutsch: Angst. Aus dem brasilianischen Portugiesisch von Willy Keller. Frankfurt a. M., Suhrkamp, Bibliothek Suhrkamp, 1978, 1994.
- Vidas Secas, 1938.
  - deutsch: Karges Leben. Aus dem brasilianischen Portugiesisch von Willy Keller. Berlin, Wagenbach, 2013, ISBN 978-3-8031-2703-7.
- Histórias de Alexandre, 1944
- Infância, 1945.
  - deutsch: Kindheit. Aus dem brasilianischen Portugiesisch von Inés Koebel. Berlin, Wagenbach, 2013, ISBN 978-3-8031-2712-9.
- Dois Dedos, 1945
- Histórias Incompletas, 1946
- Insônia, 1947
- Histórias Verdadeiras, 1951
- Memórias do Cárcere, 1953
- Viagem, 1954

## Filme nach seinen Werken
- Vidas Secas – Nach Eden ist es weit, 1963, Regie: Nelson Pereira dos Santos[4]
- São Bernardo, 1972, Regie: Léon Hiszman
- Memórias do Cárcere, 1984, Regie: Nelson Pereira dos Santos